# Pterocalla quadrata
Pterocalla quadrata är en tvåvingeart som beskrevs av Wulp 1899. Pterocalla quadrata ingår i släktet Pterocalla och familjen fläckflugor. Inga underarter finns listade i Catalogue of Life.